# Zethus miscogaster
Zethus miscogaster är en stekelart som beskrevs av Henri Saussure 1852. Zethus miscogaster ingår i släktet Zethus och familjen Eumenidae. Inga underarter finns listade i Catalogue of Life.